# Who Can I Be Now? (1974-1976)
Who Can I Be Now? (1974–1976) è un box set del cantautore britannico David Bowie, pubblicato il 23 settembre 2016.

## Contenuti
Si tratta di un cofanetto, il secondo nella serie retrospettiva dedicata alla carriera dell'artista, ed è principalmente incentrato sul suo periodo americano.
Il materiale proviene dal 1974 al 1976 e il cofanetto è uscito in versione da 12 CD e da 13 LP. Esclusive del box set sono The Gouster, album inedito costituito da canzoni che sarebbero confluite in Young Americans, e Re:Call 2, raccolta di brani rari, versioni alternative e singoli non estratti da album. Who Can I Be Now? (1974-1976) include inoltre versioni rimasterizzate dei dischi Diamond Dogs, Young Americans, Station to Station (nel missaggio originale del 1975 e in quello del 2010), David Live (versione originale del 1974 e versione 2005), e Live Nassau Coliseum '76, album dal vivo registrato il 23 marzo 1976 durante un concerto all'arena Nassau Coliseum, precedentemente disponibile solo nella deluxe edition di Station to Station pubblicata nel 2010.
Il box set è completato da un libro fotografico con foto di Eric Stephen Jacobs, Tom Kelley, Geoffrey MacCormack, Terry O'Neill, Steve Schapiro, ed altri, più note dettagliate redatte dai produttori Tony Visconti e Harry Maslin, e una nota a mano scritta personalmente da David Bowie circa The Gouster.

## Tracce
Testi e musiche di David Bowie, eccetto dove indicato.

### Diamond Dogs
1. Future Legend - 1:00
2. Diamond Dogs - 6:04
3. Sweet Thing - 3:39
4. Candidate - 2:40
5. Sweet Thing (Reprise) - 2:32
6. Rebel Rebel - 4:34
7. Rock 'n' Roll with Me (Bowie/Warren Peace) - 4:02
8. We Are the Dead - 5:01
9. 1984 - 3:27
10. Big Brother - 3:23
11. Chant of the Ever Circling Skeletal Family - 2:06

### David Live(versione originale 1974)
1. 1984 – 3:20
2. Rebel Rebel – 2:40
3. Moonage Daydream – 5:10
4. Sweet Thing (contiene Sweet Thing/Candidate/Sweet Thing (Reprise)) – 8:48
5. Changes – 3:34
6. Suffragette City – 3:45
7. Aladdin Sane – 4:57
8. All the Young Dudes – 4:18
9. Cracked Actor – 3:29
10. Rock 'n' Roll with Me (Bowie, Warren Peace) – 4:18
11. Watch That Man – 4:55
12. Knock on Wood (Eddie Floyd, Steve Cropper) – 3:08
13. Diamond Dogs – 6:32
14. Big Brother (contiene Big Brother/Chant of the Ever-Circling Skeletal Family) – 4:08
15. The Width of a Circle – 8:12
16. The Jean Genie – 5:13
17. Rock 'n' Roll Suicide – 4:30

### David Live(versione 2005)
1. 1984 – 3:20
2. Rebel Rebel – 2:40
3. Moonage Daydream – 5:10
4. Sweet Thing – 8:48
5. Changes – 3:34
6. Suffragette City – 3:45
7. Aladdin Sane – 4:57
8. All the Young Dudes – 4:18
9. Cracked Actor – 3:29
10. Rock 'n' Roll with Me (Bowie, Warren Peace) – 4:18
11. Watch That Man – 4:55
12. Knock on Wood (Eddie Floyd, Steve Cropper) – 3:08
13. Here Today, Gone Tomorrow – 3:32
14. Space Oddity – 6:27
15. Diamond Dogs – 6:32
16. Panic in Detroit – 5:41
17. Big Brother – 4:08
18. Time – 5:19
19. The Width of a Circle – 8:12
20. The Jean Genie – 5:13
21. Rock 'n' Roll Suicide – 4:30
22. Band Intro – 0:09

### The Gouster
1. John, I'm Only Dancing (Again) - 7:01
2. Somebody Up There Likes Me - 6:32
3. It's Gonna Be Me - 6:30
4. Who Can I Be Now? - 4:42
5. Can You Hear Me - 5:24
6. Young Americans - 5:17
7. Right - 4:40

### Young Americans
1. Young Americans – 5:13
2. Win – 4:47
3. Fascination (Bowie, Luther Vandross) – 5:48
4. Right – 4:22
5. Somebody Up There Likes Me – 6:36
6. Across the Universe (John Lennon, Paul McCartney) – 4:33
7. Can You Hear Me – 5:08
8. Fame (Bowie, Lennon, Carlos Alomar) – 4:21

### Station to Station
1. Station to Station - 10:08
2. Golden Years - 4:03
3. Word on a Wing - 6:00
4. TVC 15 - 5:29
5. Stay - 6:08
6. Wild Is the Wind (Ned Washington, Dimitri Tiomkin) - 5:58

### Station to Station(Harry Maslin 2010 mix)
1. Station to Station - 10:08
2. Golden Years - 4:03
3. Word on a Wing - 6:00
4. TVC 15 - 5:29
5. Stay - 6:08
6. Wild Is the Wind (Ned Washington, Dimitri Tiomkin) - 5:58

### Live Nassau Coliseum '76
1. Station to Station - 11:53
2. Suffragette City - 3:31
3. Fame - 4:02
4. Word on a Wing - 6:06
5. Stay - 7:25
6. Waiting for the Man (Lou Reed) - 6:20
7. Queen Bitch - 3:12
8. Life on Mars? - 2:13
9. Five Years - 5:03
10. Panic in Detroit - 6:03
11. Changes - 4:11
12. TVC 15 - 4:58
13. Diamond Dogs - 6:38
14. Rebel Rebel - 4:07
15. The Jean Genie - 7:28

### Re:Call 2
1. Rebel Rebel (original single mix) - 4:23
2. Diamond Dogs (australian single edit) - 3:00
3. Rebel Rebel (U.S. single version) - 3:00
4. Rock 'n' Roll with Me (live - promotional single edit) - 3:29
5. Panic in Detroit (live) - 5:49
6. Young Americans (original single edit) - 3:17
7. Fame (original single edit) - 3:34
8. Golden Years (original single version) - 3:29
9. Station to Station (original single edit) - 3:41
10. TVC 15 (original single edit) - 3:36
11. Stay (original single edit) - 3:22
12. Word on a Wing (original single edit) - 3:14
13. John, I'm Only Dancing (Again) (1975 single version) - 3:26